# Rhizoecus epicopus
Rhizoecus epicopus är en insektsart som först beskrevs av Williams 1970.  Rhizoecus epicopus ingår i släktet Rhizoecus och familjen ullsköldlöss. Inga underarter finns listade i Catalogue of Life.